# John Leech
John Leech (Londres, 29 de agosto de 1817 – Londres, 29 de outubro de 1864) foi um caricaturista e ilustrador inglês.
Fez os estudos primários na Charterhouse School onde tornou-se colega e amigo de William Makepeace Thackeray. Depois de um frustrado início nos estudos de medicina, começou a desenhar personagens de quadrinhos e publicou, em 1835, "Etchings and Sketchings de A. Pen, Esq.", que foram estudos de personagens cômicos das ruas de Londres. Em 1840, começou a contribuir na revista Bentley's Miscellany.

## Carreira artística

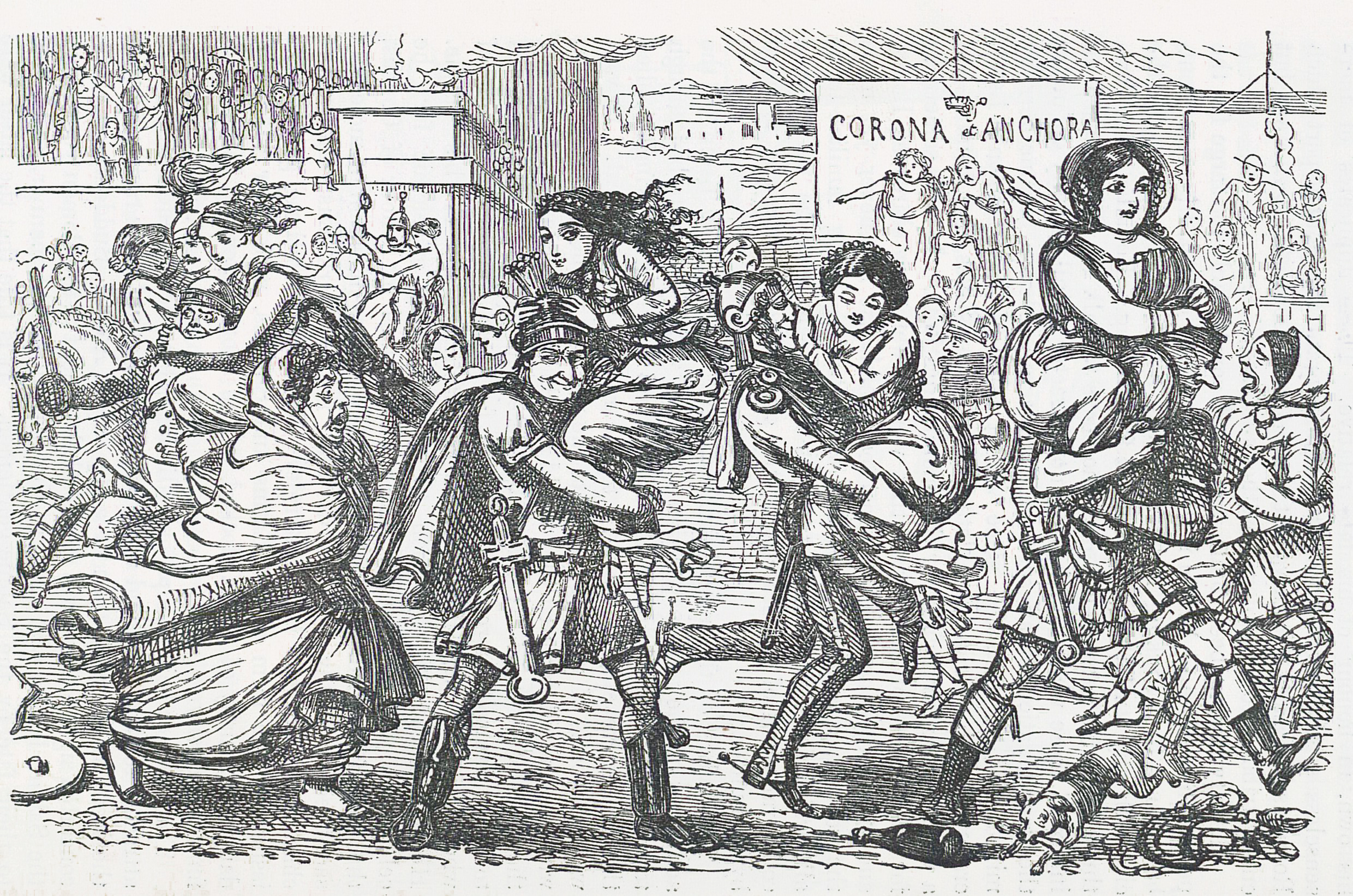
Uma cena da História em Quadrinhos de Roma, de Leech, retratando o Estupro das Mulheres Sabinas. As mulheres são retratadas em trajes vitorianos sendo levadas da "Corona et Ancora" ("Coroa e Âncora", um símbolo de pub inglês comum em cidades marítimas).

Ele tinha dezoito anos quando seus primeiros projetos foram publicados, um quarto de quatro páginas, intitulado Etchings and Sketchings de A. Pen, Esq., estudos de personagens em quadrinhos das ruas de Londres. Em seguida, ele desenhou algumas litografias políticas, fez esboços para a Vida de Bell, produziu uma paródia popular sobre o envelope postal de Mulready e, com a morte do ilustrador de Dickens, Robert Seymour em 1836, apresentou sem sucesso suas representações para ilustrar os Documentos de Pickwick.
Em 1840, Leech começou suas contribuições para as revistas com uma série de gravuras na Miscelânea de Bentley, onde George Cruikshank publicou suas placas para Jack Sheppard e Oliver Twist, e ilustrava Guy Fawkes de maneira mais débil.
Em companhia do mestre mais velho, Leech projetou para Ingoldsby Legends e Stanley Thorn, e até 1847 produziu muitas séries independentes de gravuras. Esses não foram seus melhores trabalhos; sua técnica é imperfeita e nunca sentimos que expressam a individualidade do artista, as placas de Richard Savage, por exemplo, lembrando fortemente Cruikshank, e The Dance no Stamford Hall de Hablot Browne.
Em 1845, Leech ilustrou St Giles e St James na nova revista Shilling de Douglas William Jerrold, com placas mais vigorosas e perfeitas do que as de Bentley, mas é em assuntos de uma data um pouco posterior, e especialmente naqueles levemente gravados e destinados a ser impresso com cores, que vemos os melhores poderes do artista com a agulha e ácido.

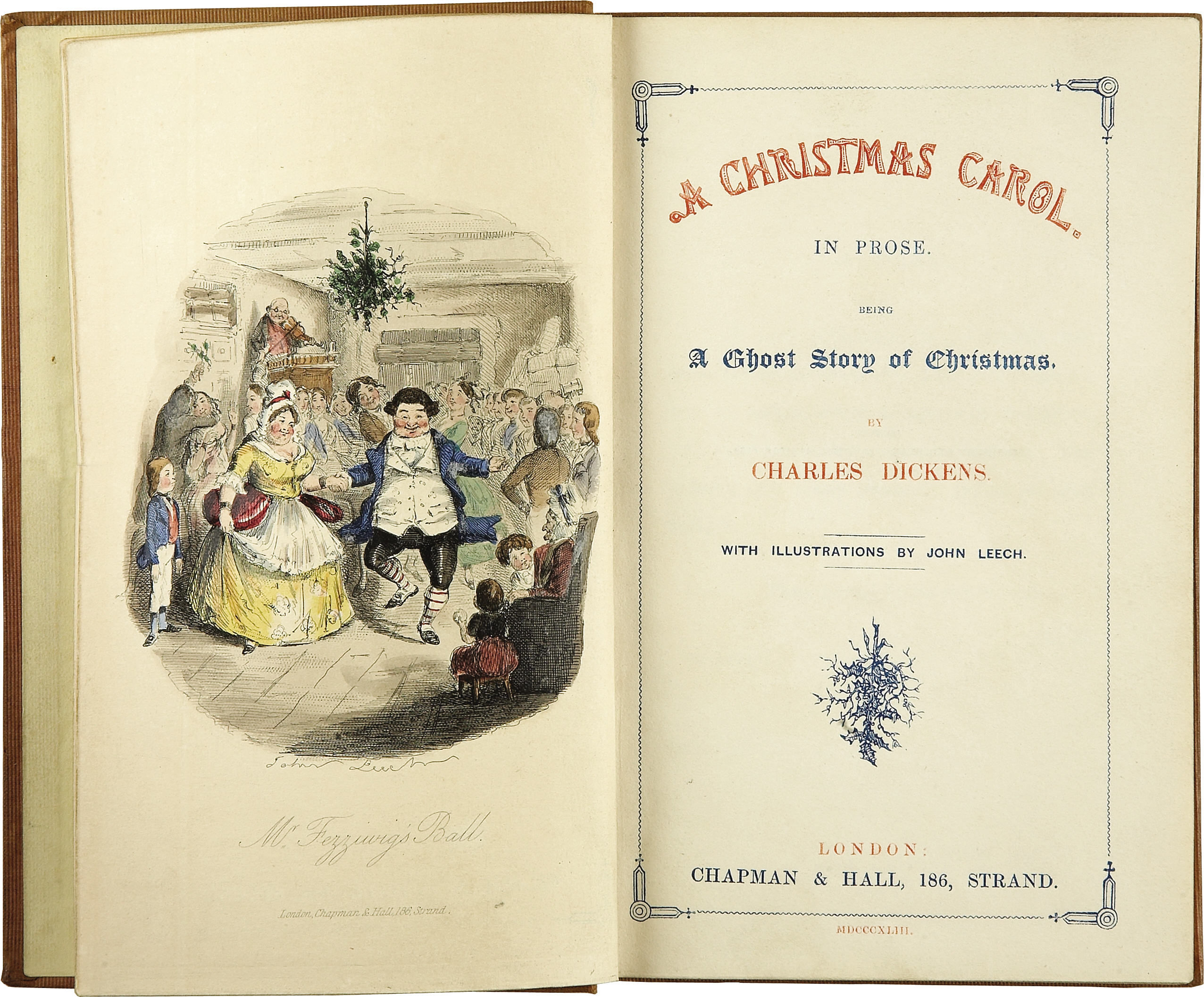
Frontispício da primeira edição (1843) da obra de Charles Dickens A Christmas Carol, ilustrada por Leech

Entre tais de seus projetos são quatro placas encantador para A Christmas Carol de Charles Dickens (1843), as gravuras amplamente humorísticos na História Comic da Inglaterra (1847-1848) e as ilustrações ainda mais finos à História Comic de Roma (1852) — que por último, particularmente em suas xilogravuras menores, mostra alguns toques primorosamente graciosos, como testemunham os rostos bonitos que se erguem das águas agitadas em Cloelia and her Companions Escaping from the Etruscan Camp.
Entre suas outras gravações estão as de Young Master Troublesome ou Master Jacky's Holidays, e o frontispício de Hints on Life, ou How to Rise in Society (1845) — uma série de assuntos minuciosos ligados graciosamente por espirais de fumaça, ilustrando as várias fileiras e as condições dos homens, um deles — o médico ao lado do leito de seu paciente — quase igualando em vivacidade e precisão o melhor das cenas semelhantes de Cruikshank.
Então, na década de 1850, vieram as numerosas águas-fortes de cenas esportivas, contribuídas, junto com xilogravuras, para os romances de Handley Cross de Robert Smith Surtees.

## Trabalho litográfico
O trabalho litográfico de Leech inclui os Portraits of the Children of the Mobility de 1841, uma importante série que trata dos aspectos humorísticos e patéticos dos "árabes" de rua londrinos, que depois, com tanta frequência e eficácia, empregaram o lápis do artista. Em meio a toda a miséria que representam, estão cheios de belezas individuais na expressão delicada ou comovente de um rosto, na curva graciosa de um membro. O livro é escasso em sua forma original, mas em 1875 duas reproduções dos esboços dos desenhos foram publicadas — uma edição litográfica de toda a série e uma transcrição fotográfica mais refinada de seis dos temas, que é mais valiosa do que até mesmo o ilustrações acabadas de 1841, nas quais a luz e a sombra adicionadas são frequentemente irregulares e ineficazes, e o próprio forro não tem a liberdade que encontramos em algumas das outras litografias de Leech, notadamente nas Folhas de Mosca, Punch office, e no assunto inimitável do leito nupcial dos Caudles, que também apareceu, em forma de xilogravura, como uma caricatura política, com a Sra. Caudle, personificada por Brougham, perturbando por loquacidade prematura o sono do senhor chanceler, cujo abatido a bochecha repousa sobre o saco de lã como travesseiro.

## Gravura em madeira

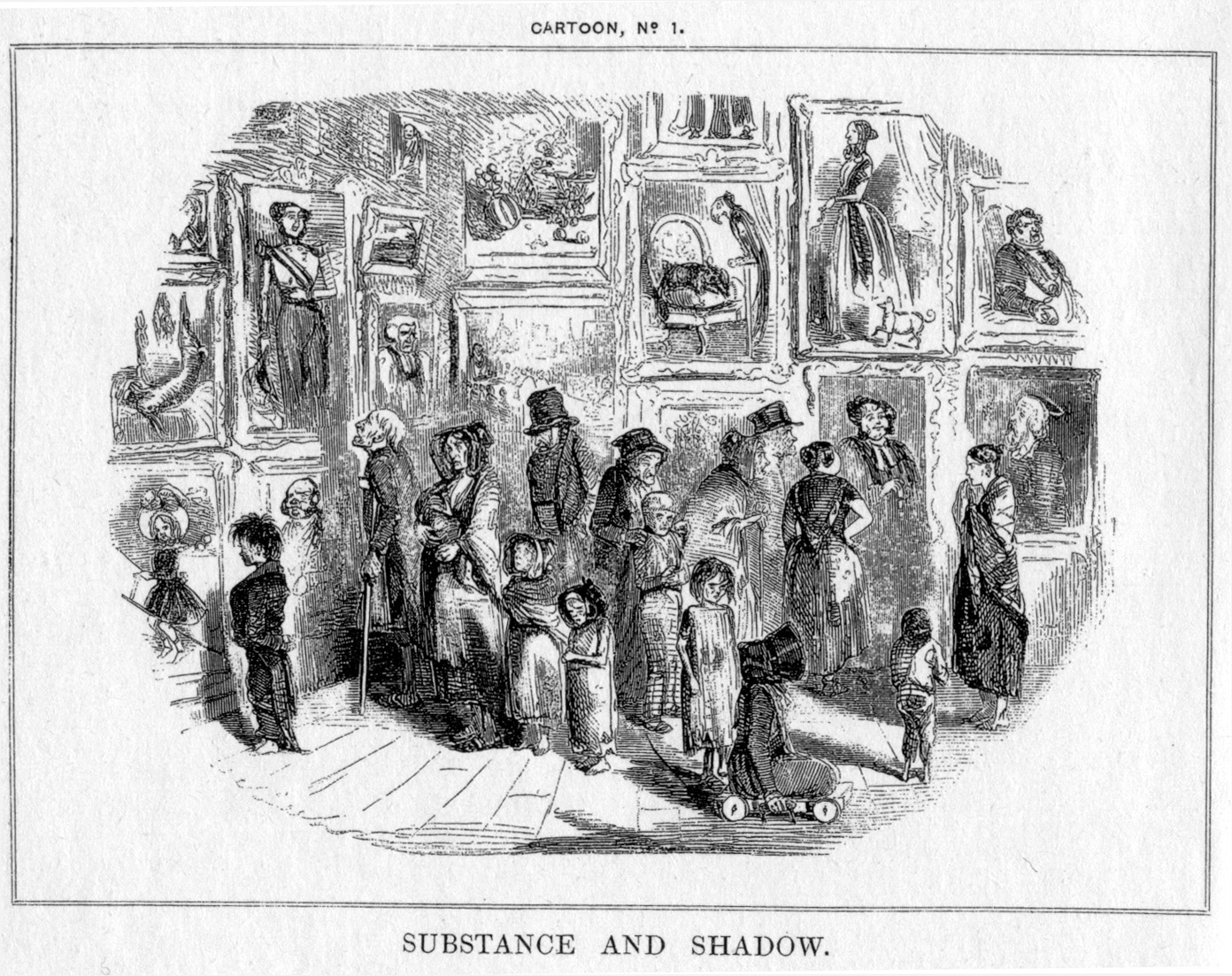
"Substância e sombra", publicado na revista Punch em 1843ː o primeiro uso da palavra cartoon em referência a um desenho satírico

Foi no trabalho para os gravadores em madeira que Leech foi mais prolífico e individual. Entre os primeiros desses projetos estão as ilustrações do Comic English and Latin Grammars (1840), do Written Caricatures (1841), do Hood's Comic Annual (1842) e do Wassail Bowl de Albert Smith (1843), temas principalmente de um vinheta de tamanho pequeno, transcrita com a melhor habilidade de lenhadores como Orrin Smith, e não, como as ilustrações maiores e posteriores de Punch, cortada rapidamente por vários gravadores trabalhando ao mesmo tempo no bloco subdividido.
Foi em 1841 que a conexão de Leech com Punch começou, uma conexão que subsistiu até sua morte, e resultou na produção dos mais conhecidos e admiráveis de seus projetos. Sua primeira contribuição apareceu na edição de 7 de agosto, uma ilustração de página inteira — intitulada Negócios Estrangeiros de estudos de caráter do bairro de Leicester Square. Seus cartuns tratam inicialmente de assuntos sociais e são rudes e imperfeitos na execução, mas gradualmente seu método ganha força e seus temas se tornam mais claramente políticos, e em 1849 o artista é forte o suficiente para produzir a personificação nacional esplendidamente humorística que aparece em Disraeli, medindo o Leão Britânico.
Por volta de 1845, temos a primeira daquela longa série de fotos de meia página e quartos de página da vida e dos costumes, executadas com uma mão tão gentil quanto habilidosa, contendo, como Ruskin disse, "reconhecidamente a melhor definição e história natural das classes de nossa sociedade, a análise mais gentil e sutil de suas fraquezas, a mais terna lisonja de seus modos bonitos e bem-educados ", que ainda apareceu.
Além de seu trabalho para a edição semanal da Punch, Leech contribuiu amplamente para os almanaques e livros de bolso da Punch, entre 1859 e 1862, para o Illustrated London News, onde algumas de suas maiores e melhores cenas esportivas apareceram, e a inúmeros romances e volumes diversos além, dos quais é apenas necessário especificar A Little Tour in Ireland (1859). Esta última peça é perceptível por mostrar o tratamento que o artista dá à paisagem pura, embora também contenha algumas de suas peças de figuras mais delicadas, como a da menina levada pelo vento, em pé no topo de um pedestal, com os andorinhões correndo em volta dela e do largura do mar além.

## Exposição pública
Em 1862, Leech atraiu o público com uma exibição de muito sucesso de alguns dos mais notáveis de seus desenhos de Punch. Estas foram ampliadas por um processo mecânico e coloridas a óleo pelo próprio artista, com o auxílio e direção de seu amigo John Everett Millais. Millais havia pintado anteriormente o retrato de uma criança lendo a revista em quadrinhos de Leech, Sr. Briggs 'Sporting Tour.

## Personalidade
Leech era um trabalhador rápido e infatigável. Dean Hole disse que observou o artista produzir três desenhos acabados na madeira, desenhados, traçados e retificados, "sem muito esforço como parecia, entre o café da manhã e o jantar". As melhores qualidades técnicas da arte de Leech, sua precisão e vivacidade no uso da linha, são vistas com mais clareza nos primeiros esboços para suas xilogravuras e nos desenhos mais acabados feitos em papel vegetal a partir desses primeiros contornos, antes do claro — escuro. foi adicionado e os desenhos foram transcritos pelo gravador. Voltando às qualidades mentais de sua arte, seria uma crítica equivocada que o classificaria como um desenhista cômico. Como Hogarth ele era um verdadeiro humorista, um estudante da vida humana, embora observasse a humanidade principalmente em seus aspectos caprichosos,
Acertando tudo o que viu com flechas
Com uma sátira gentil, parentesco com a caridade,
Isso não prejudicou.
A seriedade e a gravidade do propósito moral, que é uma nota tão constante na obra de Hogarth, são de fato muito menos características de Leech, mas há toques de pathos e de tragédia em projetos de Punch como o amigo do pobre (1845), e o General Février tornado Traidor (1855), e em A Rainha da Arena no primeiro volume de Uma vez por semana, que são suficientes para provar que poderes mais solenes, para os quais seu trabalho diário não tinha espaço, estavam adormecidos em seu artista.

A pureza e masculinidade do próprio caráter de Leech estão impressos em sua arte. Encontramos nele pouco do exagero e grotesco, e nada do feroz entusiasmo político, de que os desígnios de James Gillray são tão cheios. Comparado com o de seu grande contemporâneo, George Cruikshank, seu trabalho é restrito tanto no âmbito do assunto quanto na destreza artística.